# Sorhagenia reconditella
Sorhagenia reconditella is een vlinder uit de familie prachtmotten (Cosmopterigidae). De wetenschappelijke naam is voor het eerst geldig gepubliceerd in 1983 door Riedl.
De soort komt voor in Europa.